# شیوری شیمیزو
شیوری شیمیزو (انگلیسی: Shiori Shimizu؛ زادهٔ ۱۷ اکتبر ۱۹۹۶) بازیکن فوتبال اهل ژاپن است.